# Serie A1 2001-2002 (hockey su pista)
La Serie A1 2001-2002 è stata la 79ª edizione (la 53ª a girone unico) del torneo di primo livello del campionato italiano di hockey su pista. La competizione ha avuto inizio il 27 ottobre 2001 e si è conclusa il 18 maggio 2002.
Lo scudetto è stato conquistato dal Novara per la trentaduesima volta nella sua storia.

## Stagione

### Novità
Nel 2001-2002 la serie A1 vide ai nastri di partenza dodici club. Al torneo parteciparono i campioni d'Italia in carica del Novara, l'Amatori Reggio Emilia, il Bassano 54, il Breganze, il Forte dei Marmi, il Modena, il Prato Primavera, il Roller Salerno, il Trissino. Dalla serie A2 furono promossi il Follonica, il Marzotto Valdagno e il Thiene.

### Formula
Per la stagione 2001-2002 il campionato si svolse tra 12 squadre che si affrontarono in un girone unico, con partite di andata e ritorno. Al termine della stagione regolare le squadre classificate dal 1º posto al 4º posto disputarono i play-off scudetto. Le squadre classificate all'11º e al 12º retrocedettero direttamente in serie A2.

### Avvenimenti

Luciano Ubezio, presidente dell'ultimo scudetto del Novara.

La stagione regolare del torneo iniziò il 27 ottobre 2001 e terminò il 27 aprile 2002. Alla prima giornata tutte le favorite vinsero i loro incontri mentre al secondo turno ci fu la sorprendente sconfitta interna del Prato ad opera del Trissino. Già alla terza giornata di andata il Novara campione in carica prese la testa solitaria della classifica mentre perduravano i problemi dei pratesi fermati sul pareggio dal Modena e accusando già un ritardo di 5 punti dai piemontesi. Dopo i primi cinque turni Novara era sempre saldamente in testa al torneo seguita a due lunghezze dal Forte dei Marmi mentre in fondo alla classifica faticava l'Amatori Reggio Emilia che aveva racimolato solo un punto. Alla settima giornata Novara, che era in profonda crisi societaria a causa delle dimissioni del presidente Ubezio, venne fermato in casa dal Bassano lasciando il primo posto in classifica al Forte dei Marmi. Il club piemontese non perdeva in regular season dal 16 ottobre 1999 inanellando 48 risultati utili consecutivi; anche in quella occasione arrivò una sconfitta casalinga contro il Bassano. La giornata seguente tuttavia gli Azzurri novaresi si ripresero infliggendo una sconfitta al Prato, diretti rivali per il titolo, vincendo per 7 a 1 in trasferta. Il girone di andata si chiuse il 26 gennaio 2002 e vide il Novara al primo posto seguito dal Bassano al secondo; subito dietro il Forte dei Marmi e al quarto posto il Prato. La seconda giornata di ritorno vide la classifica iniziare a delinearsi con il Novara sempre al primo posto con un punto di vantaggio sul Bassano; al terzo posto salì il Prato che superò il Forte dei Marmi grazie a tre sconfitte consecutive dei toscani; in fondo alla classifica Thiene e Reggio Emilia rimasero staccate dal gruppo che si disputava la permanenze nella massima serie. Alla diciottesima giornata ci fu la gara di ritorno tra le prime due della classe e furono ancora i veneti di Bassano a vincere l'incontro impattando in classifica i piemontesi del Novara a quota 46 punti e con il Prato che si portò a sole tre lunghezze dal duo di testa e facendo presagire un finale di stagione regolare incandescente. Il turno successivo vide il Novara sconfiggere ancora il Prato e mantenere la testa con il Bassano e arrivarono anche i primi due verdetti; infatti il Thiene e l'Amatori Reggio Emilia retrocedettero matematicamente in serie A2. Al termine della prima fase ebbero accesso ai play-off scudetto come da pronostico il Novara, il Bassano, il Prato e il Forte dei Marmi.

Gli accoppiamenti delle semifinali dei play-off furono Novara-Forte dei Marmi (semifinale inedita nel torneo) e Bassano-Prato. I campioni d'Italia riuscirono subito ad aggiudicarsi gara 1 contro il Forte per 3 a 0 nonostante le continue difficoltà societarie. Il Forte vinse però in maniera netta per 4 a 1 la seconda gara costringendo il Novara a disputare la terza partita per poter accedere alla finale scudetto. La terza e decisiva sfida venne vinta dai piemontesi in maniera netta per 4 a 0 centrando l'ottava finale scudetto consecutiva. La prima gara tra il Bassano e il Prato vide i veneti sconfiggere per 7 a 6 i lanieri in un incontro scoppiettante e dall'esito incerto fino alla fine risolto da un gol di Panizza a pochi secondi dalla fine dei tempi. La seconda gara vide i pratesi vincere per 5 a 2 e conquistare così la disputa della terza gara nelle serie. L'Ecoambiete riuscì nell'impresa di vincere a Bassano del Grappa per 4 a 2 centrando la terza finale scudetto consecutiva della propria storia.

Per il terzo anno consecutivo l'atto conclusivo fu tra il Novara, giunto complessivamente alla dodicesima apparizione, e il Prato che si accinse a disputare la terza finale della propria storia. In due gare vinte entrambe per 4 a 3 il Novara si riconferma campione d'Italia per la trentaduesima e ultima volta nella sua storia.

## Squadre partecipanti
| Club                  | Stagione | Città                   | Impianto              | Stagione precedente                                            |
| --------------------- | -------- | ----------------------- | --------------------- | -------------------------------------------------------------- |
| Amatori Reggio Emilia | dettagli | Reggio nell'Emilia      | PalaBigi              | 9º in Serie A1                                                 |
| Bassano 54            | dettagli | Bassano del Grappa (VI) | PalaSind              | 3º in Serie A1, eliminato in semifinale play-off scudetto      |
| Breganze              | dettagli | Breganze (VI)           | PalaFerrarin          | 8º in Serie A1                                                 |
| Follonica             | dettagli | Follonica (GR)          | Pista Armeni          | 1º in Serie A2 girone B, promosso                              |
| Forte dei Marmi       | dettagli | Forte dei Marmi (LU)    | PalaForte             | 6º in Serie A1                                                 |
| Marzotto Valdagno     | dettagli | Valdagno (VI)           | PalaLido              | 1º in Serie A2 girone A, promosso                              |
| Modena                | dettagli | Modena                  | PalaMolza             | 4º in Serie A1, eliminato in semifinale play-off scudetto      |
| Novara                | dettagli | Novara                  | Palasport Dal Lago    | 1º in Serie A1, vincitore play-off scudetto, campione d'Italia |
| Prato Primavera       | dettagli | Prato                   | PalaRogai             | 2º in Serie A1, finalista play-off scudetto                    |
| Roller Salerno        | dettagli | Salerno                 | PalaTulimieri         | 5º in Serie A1                                                 |
| Thiene                | dettagli | Thiene (VI)             | PalaCeccato           | 2º in Serie A2 girone A, vince i play-off promozione, promosso |
| Trissino              | dettagli | Trissino (VI)           | Palasport di Trissino | 7º in Serie A1                                                 |

### Allenatori e primatisti
| Squadra               | Allenatore            | Cannoniere (Miglior marcatore nella stagione regolare) |
| --------------------- | --------------------- | ------------------------------------------------------ |
| Amatori Reggio Emilia |                       |                                                        |
| Bassano 54            |                       | Francesco Amato (36 reti)                              |
| Breganze              |                       |                                                        |
| Follonica             |                       |                                                        |
| Forte dei Marmi       |                       |                                                        |
| Marzotto Valdagno     |                       |                                                        |
| Modena                |                       |                                                        |
| Novara                | Beniamino Battistella | Alessandro Michielon (71 reti)                         |
| Prato Primavera       | Massimo Mariotti      | Enrico Mariotti (36 reti)                              |
| Roller Salerno        |                       | Valerio Antezza (22 reti)                              |
| Thiene                |                       |                                                        |
| Trissino              |                       |                                                        |

## Stagione regolare

### Classifica finale
|  | Pos. | Squadra               | Pt | G  | V  | N | P  | GF  | GS  | DR   |
|  | ---- | --------------------- | -- | -- | -- | - | -- | --- | --- | ---- |
|  | 1.   | Novara                | 58 | 22 | 19 | 1 | 2  | 154 | 34  | +120 |
|  | 2.   | Bassano 54            | 55 | 22 | 18 | 1 | 3  | 114 | 50  | +64  |
|  | 3.   | Prato Primavera       | 47 | 22 | 15 | 2 | 5  | 123 | 64  | +59  |
|  | 4.   | Forte dei Marmi       | 38 | 22 | 12 | 2 | 8  | 78  | 65  | +13  |
|  | 5.   | Follonica             | 31 | 22 | 9  | 4 | 9  | 61  | 69  | -8   |
|  | 6.   | Modena                | 30 | 22 | 9  | 3 | 10 | 65  | 53  | +12  |
|  | 7.   | Breganze              | 27 | 22 | 8  | 3 | 11 | 80  | 107 | -27  |
|  | 8.   | Trissino              | 27 | 22 | 8  | 3 | 11 | 73  | 89  | -16  |
|  | 9.   | Roller Salerno        | 27 | 22 | 8  | 3 | 11 | 69  | 85  | -16  |
|  | 10.  | Marzotto Valdagno     | 21 | 22 | 6  | 3 | 13 | 61  | 99  | -38  |
|  | 11.  | Thiene                | 11 | 22 | 3  | 2 | 17 | 53  | 116 | -63  |
|  | 12.  | Amatori Reggio Emilia | 10 | 22 | 3  | 1 | 18 | 52  | 152 | -100 |

Legenda:
  Partecipa ai play-off scudetto.
  Vincitore della Coppa Italia 2001-2002.
  Vincitore della Coppa di Lega 2001-2002.
      Campione d'Italia e ammessa alla CERH Champions League 2002-2003.
      Ammesse alla CERH Champions League 2002-2003.
      Ammesse alla Coppa CERS 2002-2003.
      Retrocesse in Serie A2 2002-2003.
Note:
Tre punti a vittoria, uno a pareggio, zero a sconfitta.
In caso di arrivo di due o più squadre a pari punti, la graduatoria finale verrà stilata secondo la classifica avulsa tra le squadre interessate che prevede, in ordine, i seguenti criteri:
- Punti negli scontri diretti
- Differenza reti negli scontri diretti
- Differenza reti generale
- Reti realizzate in generale
- Sorteggio

Il Breganze prevale sul Trissino e sul Roller Salerno in virtù della migliore classifica avulsa negli scontri diretti.

### Risultati
| Andata (1ª) | Andata (1ª) | Prima giornata                          | Ritorno (12ª) | Ritorno (12ª) |
|             |             |                                         |               |               |
| 27 ott.     | 0-7         | Thiene-Novara                           | 3-11          | 8 feb.        |
| 27 ott.     | 3-1         | Follonica-Bassano 54                    | 0-5           | 8 feb.        |
| 27 ott.     | 5-7         | Amatori Reggio Emilia-Marzotto Valdagno | 4-3           | 8 feb.        |
| 27 ott.     | 4-3         | Modena-Breganze                         | 1-3           | 8 feb.        |
| 27 ott.     | 7-3         | Forte dei Marmi-Trissino                | 2-5           | 8 feb.        |
| 27 ott.     | 3-4         | Roller Salerno-Primavera Prato          | 1-7           | 8 feb.        |

| Andata (2ª) | Andata (2ª) | Seconda giornata               | Ritorno (13ª) | Ritorno (13ª) |
|             |             |                                |               |               |
| 2 nov.      | 6-0         | Novara-Follonica               | 5-5           | 23 feb.       |
| 2 nov.      | 13-1        | Bassano 54-Thiene              | 5-3           | 23 feb.       |
| 2 nov.      | 2-0         | Marzotto Valdagno-Modena       | 3-2           | 23 feb.       |
| 2 nov.      | 6-6         | Breganze-Amatori Reggio Emilia | 6-3           | 23 feb.       |
| 2 nov.      | 3-2         | Forte dei Marmi-Roller Salerno | 1-4           | 23 feb.       |
| 13 nov.     | 6-7         | Primavera Prato-Trissino       | 4-3           | 23 feb.       |

| Andata (3ª) | Andata (3ª) | Terza giornata               | Ritorno (14ª) | Ritorno (14ª) |
|             |             |                              |               |               |
| 10 nov.     | 3-2         | Thiene-Marzotto Valdagno     | 3-3           | 2 mar.        |
| 10 nov.     | 3-3         | Follonica-Forte dei Marmi    | 2-3           | 2 mar.        |
| 10 nov.     | 2-14        | Amatori Reggio Emilia-Novara | 1-13          | 2 mar.        |
| 10 nov.     | 3-3         | Modena-Primavera Prato       | 1-2           | 2 mar.        |
| 10 nov.     | 4-6         | Trissino-Bassano 54          | 1-5           | 2 mar.        |
| 10 nov.     | 5-6         | Roller Salerno-Breganze      | 3-8           | 2 mar.        |

| Andata (4ª) | Andata (4ª) | Quarta giornata                       | Ritorno (15ª) | Ritorno (15ª) |
|             |             |                                       |               |               |
| 16 nov.     | 4-3         | Novara-Modena                         | 5-2           | 9 mar.        |
| 16 nov.     | 4-0         | Bassano 54-Roller Salerno             | 5-2           | 9 mar.        |
| 16 nov.     | 2-5         | Marzotto Valdagno-Trissino            | 0-1           | 9 mar.        |
| 16 nov.     | 4-0         | Breganze-Thiene                       | 4-3           | 9 mar.        |
| 16 nov.     | 4-2         | Forte dei Marmi-Amatori Reggio Emilia | 6-1           | 9 mar.        |
| 16 nov.     | 8-1         | Primavera Prato-Follonica             | 5-3           | 9 mar.        |

| Andata (5ª) | Andata (5ª) | Quinta giornata                       | Ritorno (16ª) | Ritorno (16ª) |
|             |             |                                       |               |               |
| 24 nov.     | 1-2         | Thiene-Forte dei Marmi                | 2-8           | 15 mar.       |
| 24 nov.     | 6-1         | Follonica-Breganze                    | 5-3           | 15 mar.       |
| 24 nov.     | 3-7         | Amatori Reggio Emilia-Primavera Prato | 1-18          | 15 mar.       |
| 24 nov.     | 1-4         | Modena-Bassano 54                     | 2-2           | 15 mar.       |
| 24 nov.     | 0-5         | Trissino-Novara                       | 1-8           | 15 mar.       |
| 24 nov.     | 4-2         | Roller Salerno-Marzotto Valdagno      | 3-3           | 15 mar.       |

| Andata (6ª) | Andata (6ª) | Sesta giornata                   | Ritorno (17ª) | Ritorno (17ª) |
|             |             |                                  |               |               |
| 27 nov.     | 6-2         | Novara-Roller Salerno            | 5-0           | 23 mar.       |
| 27 nov.     | 14-2        | Bassano 54-Amatori Reggio Emilia | 9-2           | 23 mar.       |
| 27 nov.     | 3-3         | Marzotto Valdagno-Follonica      | 4-1           | 23 mar.       |
| 27 nov.     | 4-3         | Breganze-Trissino                | 5-7           | 23 mar.       |
| 27 nov.     | 2-1         | Forte dei Marmi-Modena           | 3-4           | 23 mar.       |
| 27 nov.     | 9-2         | Primavera Prato-Thiene           | 5-2           | 23 mar.       |

| Andata (7ª) | Andata (7ª) | Settima giornata                | Ritorno (18ª) | Ritorno (18ª) |
|             |             |                                 |               |               |
| 15 dic.     | 0-1         | Thiene-Follonica                | 2-5           | 30 mar.       |
| 15 dic.     | 1-3         | Novara-Bassano 54               | 2-3           | 30 mar.       |
| 15 dic.     | 2-1         | Amatori Reggio Emilia-Modena    | 0-4           | 30 mar.       |
| 15 dic.     | 5-2         | Marzotto Valdagno-Breganze      | 5-6           | 30 mar.       |
| 15 dic.     | 3-3         | Trissino-Roller Salerno         | 2-5           | 30 mar.       |
| 15 dic.     | 4-3         | Forte dei Marmi-Primavera Prato | 2-5           | 30 mar.       |

| Andata (8ª) | Andata (8ª) | Ottava giornata                 | Ritorno (19ª) | Ritorno (19ª) |
|             |             |                                 |               |               |
| 18 dic.     | 2-1         | Follonica-Amatori Reggio Emilia | 5-2           | 6 apr.        |
| 18 dic.     | 4-1         | Bassano 54-Marzotto Valdagno    | 5-3           | 6 apr.        |
| 18 dic.     | 4-1         | Modena-Trissino                 | 3-4           | 6 apr.        |
| 18 dic.     | 2-2         | Breganze-Forte dei Marmi        | 3-7           | 6 apr.        |
| 18 dic.     | 4-2         | Roller Salerno-Thiene           | 8-3           | 6 apr.        |
| 18 dic.     | 1-7         | Primavera Prato-Novara          | 0-4           | 6 apr.        |

| Andata (9ª) | Andata (9ª) | Nona giornata                | Ritorno (20ª) | Ritorno (20ª) |
|             |             |                              |               |               |
| 22 dic.     | 7-1         | Thiene-Amatori Reggio Emilia | 5-3           | 13 apr.       |
| 22 dic.     | 9-0         | Novara-Marzotto Valdagno     | 14-2          | 13 apr.       |
| 22 dic.     | 7-0         | Modena-Roller Salerno        | 3-3           | 13 apr.       |
| 22 dic.     | 0-8         | Breganze-Primavera Prato     | 4-4           | 13 apr.       |
| 22 dic.     | 1-5         | Trissino-Follonica           | 3-3           | 13 apr.       |
| 22 dic.     | 1-4         | Forte dei Marmi-Bassano 54   | 3-5           | 13 apr.       |

| Andata (10ª) | Andata (10ª) | Decima giornata                   | Ritorno (21ª) | Ritorno (21ª) |
|              |              |                                   |               |               |
| 10 gen.      | 2-3          | Thiene-Modena                     | 2-9           | 20 apr.       |
| 10 gen.      | 14-0         | Novara-Breganze                   | 4-1           | 20 apr.       |
| 10 gen.      | 3-2          | Follonica-Roller Salerno          | 2-4           | 20 apr.       |
| 10 gen.      | 3-4          | Bassano 54-Primavera Prato        | 2-5           | 20 apr.       |
| 10 gen.      | 3-2          | Amatori Reggio Emilia-Trissino    | 2-8           | 20 apr.       |
| 10 gen.      | 1-4          | Marzotto Valdagno-Forte dei Marmi | 2-6           | 20 apr.       |

| \| Andata (11ª) \| Andata (11ª) \| Undicesima giornata \| Ritorno (22ª) \| Ritorno (22ª) \| \| \| \| \| \| \| \| 26 gen. \| 4-1 \| Modena-Follonica \| 3-2 \| 27 apr. \| \| 26 gen. \| 2-3 \| Breganze-Bassano 54 \| 7-9 \| 27 apr. \| \| 26 gen. \| 4-2 \| Trissino-Thiene \| 5-5 \| 27 apr. \| \| 26 gen. \| 3-5 \| Forte dei Marmi-Novara \| 2-5 \| 27 apr. \| \| 26 gen. \| 5-2 \| Roller Salerno-Amatori Reggio Emilia \| 6-4 \| 27 apr. \| \| 26 gen. \| 11-3 \| Primavera Prato-Marzotto Valdagno \| 4-5 \| 27 apr. \| |              |                                      |               |               |
| Andata (11ª) | Andata (11ª) | Undicesima giornata                  | Ritorno (22ª) | Ritorno (22ª) |
| |              |                                      |               |               |
| 26 gen. | 4-1          | Modena-Follonica                     | 3-2           | 27 apr.       |
| 26 gen. | 2-3          | Breganze-Bassano 54                  | 7-9           | 27 apr.       |
| 26 gen. | 4-2          | Trissino-Thiene                      | 5-5           | 27 apr.       |
| 26 gen. | 3-5          | Forte dei Marmi-Novara               | 2-5           | 27 apr.       |
| 26 gen. | 5-2          | Roller Salerno-Amatori Reggio Emilia | 6-4           | 27 apr.       |
| 26 gen. | 11-3         | Primavera Prato-Marzotto Valdagno    | 4-5           | 27 apr.       |

## Play-off scudetto

### Tabellone
|  | Semifinali | Semifinali      | Semifinali | Semifinali | Semifinali |  |  | Finale | Finale          | Finale          | Finale | Finale |  |
|  |            |                 |            |            |            |  |  |        |                 |                 |        |        |  |
|  | 1          | Novara          | 3          | 1          | 4          |  |  |        |                 |                 |        |        |  |
|  | 4          | Forte dei Marmi | 0          | 4          | 0          |  |  | 1      | Novara          | Novara          | 4      | 4      |  |
|  | 2          | Bassano 54      | 7          | 2          | 2          |  |  | 3      | Primavera Prato | Primavera Prato | 3      | 3      |  |
|  | 3          | Primavera Prato | 6          | 5          | 4          |  |  |        |                 |                 |        |        |  |

### Semifinali
(1) Novara vs. (4) Forte dei Marmi
| Arbitro: | Fedon (Gorizia) |

|                                             |            |             |
| Alb. Michielon 16'21" 24'15" D. Rigo 12'05" | Marcatori  |             |
| B. Battistella                              | Allenatori | M. Cinquini |

| Arbitro: | Piccininni (Bari) |

|                                                             |            |                       |
| M. Santucci 3'00" 8'00"" N. Polacci 19'00" M. Videla 45'30" | Marcatori  | 34'00" Ale. Michielon |
| M. Cinquini                                                 | Allenatori | B. Battistella        |

| Arbitro: | Perrone (Bari) |

|                                             |            |             |
| Alb. Michielon 16'21" 24'15" D. Rigo 12'05" | Marcatori  |             |
| B. Battistella                              | Allenatori | M. Cinquini |

(2) Bassano 54 vs. (3) Primavera Prato
| Arbitro: | Perrone A. (Bari) |

|                                                                                        |            | |
| F. Amato 0'35" 8'30" 20'19" M. Panizza 22'58" 49'20" R. Crudeli 31'02" A. Karam 39'34" | Marcatori  | 7'07" M. Mariotti 7'58" 28'30" F. Polverini 14'04" M.Tataranni 22'04" E. Mariotti 38'36" P. Bresciani |
| R. Crudeli                                                                             | Allenatori | M. Mariotti                                                                                           |

| Arbitro: | Fermi (Piacenza) |

|                                                                        |            |                                  |
| M. Mariotti 6'00" M.Tataranni 29'00" 37'00" 39'00" P. Bresciani 43'00" | Marcatori  | 45'00" R. Crudeli 49'00" S. Poli |
| M. Mariotti                                                            | Allenatori | R. Crudeli                       |

| Arbitro: | Piccininni (Bari) |

|                       |            |                                                                              |
| S. Poli 40'25" 46'40" | Marcatori  | 3'00" M.Tataranni 11'19" F. Polverini 27'28" P. Bresciani 43'59" E. Mariotti |
| R. Crudeli            | Allenatori | M. Mariotti                                                                  |

### Finale
(1) Novara vs. (3) Primavera Prato
| Arbitro: | Guadagnin (Vicenza) |

|                                                                         |            |                                                |
| Ale. Michielon 13'55" 43'02" Alb. Michielon 15'07" E. Monteforte 35'02" | Marcatori  | 30'25" 38'06" M.Tataranni 47'00" E. Bernardini |
| B. Battistella                                                          | Allenatori | M. Mariotti                                    |

| Arbitro: | Fermi (Piacenza) |

|                                                           |            |                                                                  |
| P. Bresciani 31'00" M.Tataranni 33'00" E. Mariotti 34'00" | Marcatori  | 4'55" 10'55" Alb. Michielon 43'30" D. Rigo 49'30" Ale. Michielon |
| M. Mariotti                                               | Allenatori | B. Battistella                                                   |

## Verdetti
| Verdetto                        | Club                              |
| ------------------------------- | --------------------------------- |
| Campione d'Italia 2001-2002     | Novara (32º titolo)               |
| CERH Champions League 2002-2003 | Novara Bassano 54 Primavera Prato |
| Coppa CERS 2002-2003            | Forte dei Marmi Follonica Modena  |
| Retrocesse in Serie A2          | Thiene Amatori Reggio Emilia      |

### Squadra campione

#### Giocatori
| N° | Naz.              | Ruolo | Sportivo             |  |  |  |
| -- | ----------------- | ----- | -------------------- |  |  |  |
|    | Italia (bandiera) | E     | Daniele Bellotti     |  |  |  |
|    | Italia (bandiera) | P     | Massimo Cunegatti    |  |  |  |
|    | Italia (bandiera) | E     | Fabio Dibattista     |  |  |  |
|    | Italia (bandiera) | E     | Alberto Michielon    |  |  |  |
|    | Italia (bandiera) | E     | Alessandro Michielon |  |  |  |
|    | Italia (bandiera) | E     | Enea Monteforte      |  |  |  |
|    | Italia (bandiera) | P     | Andrea Ortogni       |  |  |  |
|    | Italia (bandiera) | E     | Antonio Piscitelli   |  |  |  |
|    | Italia (bandiera) | E     | Dario Rigo           |  |  |  |

#### Staff
- Allenatore:  Beniamino Battistella

## Statistiche del torneo

### Capoliste solitarie
|    | —— | ——     | ——     | ——     | ——     | ——    | —— | —— | ——     | ——     | ——     | ——     | ——     | ——     | ——     | ——     | ——  | ——  | ——  | ——     | ——     | —— |  |
|    |    | Novara | Novara | Novara | Novara | Forte |    |    | Novara | Novara | Novara | Novara | Novara | Novara | Novara | Novara |     |     |     | Novara | Novara |    |  |
|    |    |        |        |        |        |       |    |    |        |        |        |        |        |        |        |        |     |     |     |        |        |    |  |
|    |    |        |        |        |        |       |    |    |        |        |        |        |        |        |        |        |     |     |     |        |        |    |  |
| 1ª | 2ª | 3ª     | 4ª     | 5ª     | 6ª     | 7ª    | 8ª | 9ª | 10ª    | 11ª    | 12ª    | 13ª    | 14ª    | 15ª    | 16ª    | 17ª    | 18ª | 19ª | 20ª | 21ª    | 22ª    |    |  |

### Classifica in divenire
|                       | 1ª | 2ª | 3ª | 4ª | 5ª | 6ª | 7ª | 8ª | 9ª | 10ª | 11ª | 12ª | 13ª | 14ª | 15ª | 16ª | 17ª | 18ª | 19ª | 20ª | 21ª | 22ª |
| --------------------- | -- | -- | -- | -- | -- | -- | -- | -- | -- | --- | --- | --- | --- | --- | --- | --- | --- | --- | --- | --- | --- | --- |
| Amatori Reggio Emilia | 0  | 1  | 1  | 1  | 1  | 1  | 4  | 4  | 4  | 7   | 7   | 10  | 10  | 10  | 10  | 10  | 10  | 10  | 10  | 10  | 10  | 10  |
| Bassano 54            | 0  | 3  | 6  | 9  | 12 | 15 | 18 | 21 | 24 | 24  | 27  | 30  | 33  | 36  | 39  | 40  | 43  | 46  | 49  | 52  | 52  | 55  |
| Breganze              | 0  | 1  | 4  | 7  | 7  | 10 | 10 | 11 | 11 | 11  | 11  | 14  | 17  | 20  | 23  | 23  | 23  | 26  | 26  | 27  | 27  | 27  |
| Follonica             | 3  | 3  | 4  | 4  | 7  | 8  | 11 | 14 | 17 | 20  | 20  | 20  | 21  | 21  | 21  | 24  | 24  | 27  | 30  | 31  | 31  | 31  |
| Forte dei Marmi       | 3  | 6  | 7  | 10 | 13 | 16 | 19 | 20 | 20 | 23  | 23  | 23  | 23  | 26  | 29  | 32  | 32  | 32  | 35  | 35  | 38  | 38  |
| Marzotto Valdagno     | 3  | 6  | 6  | 6  | 6  | 7  | 10 | 10 | 10 | 10  | 10  | 10  | 13  | 14  | 14  | 15  | 18  | 18  | 18  | 18  | 18  | 21  |
| Modena                | 3  | 3  | 4  | 4  | 4  | 4  | 4  | 7  | 10 | 13  | 16  | 16  | 16  | 16  | 16  | 17  | 20  | 23  | 23  | 24  | 27  | 30  |
| Novara                | 3  | 6  | 9  | 12 | 15 | 18 | 18 | 21 | 24 | 27  | 30  | 33  | 34  | 37  | 40  | 43  | 46  | 46  | 49  | 52  | 55  | 58  |
| Primavera Prato       | 3  | 3  | 4  | 7  | 10 | 13 | 13 | 13 | 16 | 19  | 22  | 25  | 28  | 31  | 34  | 37  | 40  | 43  | 43  | 44  | 47  | 47  |
| Roller Salerno        | 0  | 0  | 0  | 0  | 3  | 3  | 4  | 7  | 7  | 7   | 10  | 10  | 13  | 13  | 13  | 14  | 14  | 17  | 20  | 21  | 24  | 27  |
| Thiene                | 0  | 0  | 3  | 3  | 3  | 3  | 3  | 3  | 6  | 6   | 6   | 6   | 6   | 7   | 7   | 7   | 7   | 7   | 7   | 10  | 10  | 11  |
| Trissino              | 0  | 3  | 3  | 6  | 6  | 6  | 7  | 7  | 7  | 7   | 10  | 13  | 13  | 13  | 16  | 16  | 19  | 19  | 22  | 23  | 26  | 27  |

### Record squadre
- Maggior numero di vittorie: Novara (19)
- Minor numero di vittorie: Amatori Reggio Emilia e Thiene (3)
- Maggior numero di pareggi: Follonica (4)
- Minor numero di pareggi: Amatori Reggio Emilia, Novara, Bassano 54 (1)
- Maggior numero di sconfitte: Amatori Reggio Emilia (18)
- Minor numero di sconfitte: Novara (2)
- Miglior attacco: Novara (154 reti realizzate)
- Peggior attacco: Amatori Reggio Emilia (52 reti realizzate)
- Miglior difesa: Novara} (34 reti subite)
- Peggior difesa: Amatori Reggio Emilia (152 reti subite)
- Miglior differenza reti: Novara (+120)
- Peggior differenza reti: Amatori Reggio Emilia (-100)

### Classifica Marcatori
Nella presente tabella sono riportate le prime dieci posizioni della classifica marcatori.
| Gol |  |  | Giocatore            | Squadra         |
| --- |  |  | -------------------- | --------------- |
| 71  |  |  | Alessandro Michielon | Novara          |
| 36  |  |  | Francesco Amato      | Bassano 54      |
| 36  |  |  | Enrico Mariotti      | Prato Primavera |
| 34  |  |  | Massimo Tataranni    | Prato Primavera |
| 31  |  |  | Alan Karam           | Bassano 54      |
| 27  |  |  | Alberto Michielon    | Novara          |
| 26  |  |  | Franco Polverini     | Prato Primavera |
| 24  |  |  | Enea Monteforte      | Novara          |
| 24  |  |  | Mauricio Videla      | Forte dei Marmi |
| 22  |  |  | Valerio Antezza      | Roller Salerno  |